# Gran Premio de los Países Bajos de Motociclismo de 2025
El Gran Premio de los Países Bajos de Motociclismo de 2025 (oficialmente: Motul Grand Prix of the Netherlands) fue la décima prueba del Campeonato del Mundo de Motociclismo de 2025. Tuvo lugar en el fin de semana del 27 al 29 de junio de 2025 en el Circuito de Assen en Assen (Países Bajos).
La carrera al sprint de MotoGP fue ganada por Marc Márquez, seguido de Álex Márquez y Marco Bezzecchi.  
La carrera de MotoGP fue ganada por Marc Márquez, seguido de Marco Bezzecchi y Francesco Bagnaia. Diogo Moreira fue el ganador de la prueba de Moto2, por delante de Arón Canet y Manuel González. La carrera de Moto3 fue ganada por José Antonio Rueda, David Muñoz fue segundo y Valentín Perrone tercero.  
Esta prueba fue la segunda ronda doble de la Temporada 2025 del Campeonato del Mundo de MotoE. La primera carrera de MotoE fue ganada por Andrea Mantovani, Alessandro Zaccone fue segundo y Jordi Torres tercero. La segunda carrera fue ganada por Alessandro Zaccone, seguido de Andrea Mantovani y Lorenzo Baldassarri.  

## Resultados

### Carrera sprint
| Pos.    | N.º | Piloto                | Equipo                            | Constructor | Vueltas | Tiempo    | Parrilla | Puntos |
| ------- | --- | --------------------- | --------------------------------- | ----------- | ------- | --------- | -------- | ------ |
| 1       | 93  | Marc Márquez          | Ducati Lenovo Team                | Ducati      | 13      | 20:02.150 | 4        | 12     |
| 2       | 73  | Álex Márquez          | BK8 Gresini Racing MotoGP         | Ducati      | 13      | +0.351    | 3        | 9      |
| 3       | 72  | Marco Bezzecchi       | Aprilia Racing                    | Aprilia     | 13      | +1.247    | 5        | 7      |
| 4       | 49  | Fabio Di Giannantonio | Pertamina Enduro VR46 Racing Team | Ducati      | 13      | +2.269    | 8        | 6      |
| 5       | 63  | Francesco Bagnaia     | Ducati Lenovo Team                | Ducati      | 13      | +2.686    | 2        | 5      |
| 6       | 12  | Maverick Viñales      | Red Bull KTM Tech3                | KTM         | 13      | +4.074    | 10       | 4      |
| 7       | 54  | Fermín Aldeguer       | BK8 Gresini Racing MotoGP         | Ducati      | 13      | +9.064    | 7        | 3      |
| 8       | 21  | Franco Morbidelli     | Pertamina VR46 Racing Team        | Ducati      | 13      | +9.159    | 6        | 2      |
| 9       | 37  | Pedro Acosta          | Red Bull KTM Factory Racing       | KTM         | 13      | +11.069   | 9        | 1      |
| 10      | 33  | Brad Binder           | Red Bull KTM Factory Racing       | KTM         | 13      | +11.143   | 16       |        |
| 11      | 5   | Johann Zarco          | LCR Honda Castrol                 | Honda       | 13      | +11.327   | 12       |        |
| 12      | 88  | Miguel Oliveira       | Prima Pramac Yamaha               | Yamaha      | 13      | +12.147   | 18       |        |
| 13      | 23  | Enea Bastianini       | Red Bull KTM Tech3                | KTM         | 13      | +15.290   | 17       |        |
| 14      | 43  | Jack Miller           | Prima Pramac Yamaha               | Yamaha      | 13      | +15.899   | 14       |        |
| 15      | 42  | Álex Rins             | Monster Energy Yamaha MotoGP      | Yamaha      | 13      | +15.990   | 19       |        |
| 16      | 79  | Ai Ogura              | Trackhouse Racing MotoGP          | Aprilia     | 13      | +17.554   | 20       |        |
| 17      | 32  | Lorenzo Savadori      | Aprilia Racing                    | Aprilia     | 13      | +24.707   | 15       |        |
| 18      | 41  | Aleix Espargaró       | Honda HRC Castrol                 | Honda       | 13      | +27.287   | 21       |        |
| 19      | 35  | Somkiat Chantra       | LCR Honda Idemitsu                | Honda       | 13      | +32.441   | 22       |        |
| Ret     | 20  | Fabio Quartararo      | Monster Energy Yamaha MotoGP      | Yamaha      | 9       | Caída     | 1        |        |
| Ret     | 25  | Raúl Fernández        | Trackhouse Racing MotoGP          | Aprilia     | 1       | Retirado  | 11       |        |
| Ret     | 36  | Joan Mir              | Honda HRC Castrol                 | Honda       | 0       | Caída     | 13       |        |
| 1. 2.   |     |                       |                                   |             |         |           |          |        |
| Fuente: |     |                       |                                   |             |         |           |          |        |

#### Carrera larga
| Pos.    | N.º | Piloto                | Equipo                            | Constructor | Vueltas | Tiempo    | Parrilla | Puntos |
| ------- | --- | --------------------- | --------------------------------- | ----------- | ------- | --------- | -------- | ------ |
| 1       | 93  | Marc Márquez          | Ducati Lenovo Team                | Ducati      | 26      | 40:14.072 | 4        | 25     |
| 2       | 72  | Marco Bezzecchi       | Aprilia Racing                    | Aprilia     | 26      | +0.635    | 5        | 20     |
| 3       | 63  | Francesco Bagnaia     | Ducati Lenovo Team                | Ducati      | 26      | +2.666    | 2        | 16     |
| 4       | 37  | Pedro Acosta          | Red Bull KTM Factory Racing       | KTM         | 26      | +6.084    | 9        | 13     |
| 5       | 12  | Maverick Viñales      | Red Bull KTM Tech3                | KTM         | 26      | +10.124   | 10       | 11     |
| 6       | 49  | Fabio Di Giannantonio | Pertamina Enduro VR46 Racing Team | Ducati      | 26      | +12.163   | 8        | 10     |
| 7       | 21  | Franco Morbidelli     | Pertamina VR46 Racing Team        | Ducati      | 26      | +18.896   | 6        | 9      |
| 8       | 25  | Raúl Fernández        | Trackhouse Racing MotoGP          | Aprilia     | 26      | +20.295   | 11       | 8      |
| 9       | 23  | Enea Bastianini       | Red Bull KTM Tech3                | KTM         | 26      | +23.687   | 20       | 7      |
| 10      | 20  | Fabio Quartararo      | Monster Energy Yamaha MotoGP      | Yamaha      | 26      | +23.743   | 1        | 6      |
| 11      | 33  | Brad Binder           | Red Bull KTM Factory Racing       | KTM         | 26      | +24.251   | 16       | 5      |
| 12      | 5   | Johann Zarco          | LCR Honda Castrol                 | Honda       | 26      | +24.875   | 12       | 4      |
| 13      | 42  | Álex Rins             | Monster Energy Yamaha MotoGP      | Yamaha      | 26      | +24.882   | 18       | 3      |
| 14      | 43  | Jack Miller           | Prima Pramac Yamaha               | Yamaha      | 26      | +25.065   | 14       | 2      |
| 15      | 35  | Somkiat Chantra       | LCR Honda Idemitsu                | Honda       | 26      | +49.219   | 22       | 1      |
| 16      | 41  | Aleix Espargaró       | Honda HRC Castrol                 | Honda       | 26      | +49.360   | 21       |        |
| Ret     | 88  | Miguel Oliveira       | Prima Pramac Yamaha               | Yamaha      | 8       | Caída     | 17       |        |
| Ret     | 73  | Álex Márquez          | BK8 Gresini Racing MotoGP         | Ducati      | 5       | Caída     | 3        |        |
| Ret     | 54  | Fermín Aldeguer       | BK8 Gresini Racing MotoGP         | Ducati      | 5       | Caída     | 7        |        |
| Ret     | 36  | Joan Mir              | Honda HRC Castrol                 | Honda       | 5       | Caída     | 13       |        |
| Ret     | 32  | Lorenzo Savadori      | Aprilia Racing                    | Aprilia     | 3       | Caída     | 15       |        |
| Ret     | 79  | Ai Ogura              | Trackhouse Racing MotoGP          | Aprilia     | 0       | Caída     | 19       |        |
| 1.      |     |                       |                                   |             |         |           |          |        |
| Fuente: |     |                       |                                   |             |         |           |          |        |

### Resultados Moto2
| Pos.    | N.º | Piloto                  | Constructor | Vueltas | Tiempo    | Parrilla | Puntos |
| ------- | --- | ----------------------- | ----------- | ------- | --------- | -------- | ------ |
| 1       | 10  | Diogo Moreira           | Kalex       | 22      | 35:24.852 | 1        | 25     |
| 2       | 44  | Arón Canet              | Kalex       | 22      | +0.056    | 4        | 20     |
| 3       | 18  | Manuel González         | Kalex       | 22      | +1.783    | 3        | 16     |
| 4       | 96  | Jake Dixon              | Boscoscuro  | 22      | +2.364    | 11       | 13     |
| 5       | 16  | Joe Roberts             | Kalex       | 22      | +3.212    | 8        | 11     |
| 6       | 24  | Marcos Ramírez          | Kalex       | 22      | +3.273    | 13       | 10     |
| 7       | 75  | Albert Arenas           | Kalex       | 22      | +10.224   | 5        | 9      |
| 8       | 21  | Alonso López            | Boscoscuro  | 22      | +10.383   | 17       | 8      |
| 9       | 81  | Senna Agius             | Kalex       | 22      | +11.324   | 7        | 7      |
| 10      | 27  | Daniel Holgado          | Kalex       | 22      | +11.720   | 9        | 6      |
| 11      | 13  | Celestino Vietti        | Boscoscuro  | 22      | +11.761   | 16       | 5      |
| 12      | 84  | Zonta van den Goorbergh | Kalex       | 22      | +13.635   | 12       | 4      |
| 13      | 14  | Tony Arbolino           | Boscoscuro  | 22      | +19.452   | 15       | 3      |
| 14      | 95  | Collin Veijer           | Kalex       | 22      | +23.656   | 22       | 2      |
| 15      | 71  | Ayumu Sasaki            | Kalex       | 22      | +23.837   | 19       | 1      |
| 16      | 11  | Álex Escrig             | Forward     | 22      | +32.850   | 24       |        |
| 17      | 61  | Eric Fernández          | Boscoscuro  | 22      | +57.934   | 27       |        |
| Ret     | 4   | Iván Ortolá             | Boscoscuro  | 21      | Caída     | 2        |        |
| Ret     | 53  | Deniz Öncü              | Kalex       | 13      | Caída     | 10       |        |
| Ret     | 92  | Yuki Kunii              | Kalex       | 13      | Caída     | 25       |        |
| Ret     | 99  | Adrián Huertas          | Kalex       | 10      | Caída     | 23       |        |
| Ret     | 15  | Darryn Binder           | Kalex       | 10      | Caída     | 26       |        |
| Ret     | 12  | Filip Salač             | Boscoscuro  | 7       | Retirado  | 14       |        |
| Ret     | 7   | Barry Baltus            | Kalex       | 6       | Caída     | 6        |        |
| Ret     | 9   | Jorge Navarro           | Forward     | 6       | Caída     | 20       |        |
| Ret     | 41  | Nakarin Atiratphuvapat  | Kalex       | 4       | Caída     | 28       |        |
| Ret     | 80  | David Alonso            | Kalex       | 2       | Caída     | 21       |        |
| Ret     | 28  | Izan Guevara            | Boscoscuro  | 1       | Caída     | 18       |        |
| Fuente: |     |                         |             |         |           |          |        |

### Resultados Moto3
| Pos.     | N.º | Piloto             | Constructor | Vueltas | Tiempo     | Parrilla | Puntos |
| -------- | --- | ------------------ | ----------- | ------- | ---------- | -------- | ------ |
| 1        | 99  | José Antonio Rueda | KTM         | 19      | 32:12.319  | 1        | 25     |
| 2        | 64  | David Muñoz        | KTM         | 19      | +0.144     | 14       | 20     |
| 3        | 73  | Valentín Perrone   | KTM         | 19      | +0.245     | 10       | 16     |
| 4        | 83  | Álvaro Carpe       | KTM         | 19      | +1.087     | 2        | 13     |
| 5        | 36  | Ángel Piqueras     | KTM         | 19      | +1.296     | 16       | 11     |
| 6        | 22  | David Almansa      | Honda       | 19      | +2.083     | 3        | 10     |
| 7        | 19  | Scott Ogden        | KTM         | 19      | +2.234     | 15       | 9      |
| 8        | 71  | Dennis Foggia      | KTM         | 19      | +5.034     | 9        | 8      |
| 9        | 66  | Joel Kelso         | KTM         | 19      | +5.755     | 8        | 7      |
| 10       | 89  | Marcos Uriarte     | KTM         | 19      | +6.318     | 21       | 6      |
| 11       | 6   | Ryusei Yamanaka    | KTM         | 19      | +7.002     | 5        | 5      |
| 12       | 12  | Jacob Roulstone    | KTM         | 19      | +8.555     | 17       | 4      |
| 13       | 82  | Stefano Nepa       | Honda       | 19      | +12.395    | 19       | 3      |
| 14       | 54  | Riccardo Rossi     | Honda       | 19      | +12.675    | 12       | 2      |
| 15       | 28  | Máximo Quiles      | KTM         | 19      | +24.394    | 6        | 1      |
| 16       | 55  | Noah Dettwiler     | KTM         | 19      | +25.294    | 23       |        |
| 17       | 34  | Jakob Rosenthaler  | KTM         | 19      | +31.492    | 26       |        |
| Ret      | 72  | Taiyo Furusato     | Honda       | 18      | Caída      | 4        |        |
| Ret      | 58  | Luca Lunetta       | Honda       | 18      | Caída      | 18       |        |
| Ret      | 31  | Adrián Fernández   | Honda       | 18      | Caída      | 13       |        |
| Ret      | 8   | Eddie O’Shea       | Honda       | 15      | Caída      | 25       |        |
| Ret      | 5   | Tatchakorn Buasri  | Honda       | 15      | Caída      | 20       |        |
| Ret      | 14  | Cormac Buchanan    | KTM         | 12      | Caída      | 22       |        |
| Ret      | 10  | Nicola Carraro     | Honda       | 12      | Caída      | 11       |        |
| Ret      | 25  | Leonardo Abruzzo   | Honda       | 6       | Caída      | 24       |        |
| DNS      | 94  | Guido Pini         | KTM         |         | No comenzó | 7        |        |
| 1. 2. 3. |     |                    |             |         |            |          |        |
| Fuente:  |     |                    |             |         |            |          |        |

### Resultados MotoE

#### Carrera 1
| Pos.    | N.º | Piloto              | Vueltas | Tiempo                       | Parrilla | Puntos |
| ------- | --- | ------------------- | ------- | ---------------------------- | -------- | ------ |
| 1       | 9   | Andrea Mantovani    | 7       | 11:44.435                    | 2        | 25     |
| 2       | 61  | Alessandro Zaccone  | 7       | +0.413                       | 6        | 20     |
| 3       | 81  | Jordi Torres        | 7       | +0.858                       | 3        | 16     |
| 4       | 29  | Nicholas Spinelli   | 7       | +1.052                       | 4        | 13     |
| 5       | 11  | Matteo Ferrari      | 7       | +3.289                       | 5        | 11     |
| 6       | 7   | Lorenzo Baldassarri | 7       | +3.657                       | 8        | 10     |
| 7       | 51  | Eric Granado        | 7       | +4.316                       | 7        | 9      |
| 8       | 21  | Kevin Zannoni       | 7       | +4.924                       | 9        | 8      |
| 9       | 1   | Héctor Garzó        | 7       | +9.238                       | 10       | 7      |
| 10      | 12  | Jacopo Hosciuc      | 7       | +9.392                       | 11       | 6      |
| 11      | 47  | Tibor Varga         | 7       | +12.665                      | 15       | 5      |
| 12      | 35  | Diego Pérez         | 7       | +23.574                      | 16       | 4      |
| 13      | 77  | Raffaele Fusco      | 7       | +26.593                      | 17       | 3      |
| 14      | 28  | Tommaso Occhi       | 7       | +36.281                      | 18       | 2      |
| 15      | 6   | María Herrera       | 7       | +42.123                      | 14       | 1      |
| Ret     | 40  | Mattia Casadei      | 7       | Terminó a través del pitlane | 1        |        |
| Ret     | 72  | Alessio Finello     | 5       | Caída                        | 12       |        |
| Ret     | 19  | Luca Bernardi       | 5       | Caída                        | 13       |        |
| 1.      |     |                     |         |                              |          |        |
| Fuente: |     |                     |         |                              |          |        |

#### Carrera 2
| Pos.    | N.º | Piloto              | Vueltas | Tiempo    | Parrilla | Puntos |
| ------- | --- | ------------------- | ------- | --------- | -------- | ------ |
| 1       | 61  | Alessandro Zaccone  | 7       | 11:44.438 | 6        | 25     |
| 2       | 9   | Andrea Mantovani    | 7       | +0.365    | 2        | 20     |
| 3       | 7   | Lorenzo Baldassarri | 7       | +3.244    | 8        | 16     |
| 4       | 81  | Jordi Torres        | 7       | +3.463    | 3        | 13     |
| 5       | 1   | Héctor Garzó        | 7       | +3.721    | 10       | 11     |
| 6       | 40  | Mattia Casadei      | 7       | +3.874    | 1        | 10     |
| 7       | 51  | Eric Granado        | 7       | +4.321    | 7        | 9      |
| 8       | 29  | Nicholas Spinelli   | 7       | +5.151    | 4        | 8      |
| 9       | 12  | Jacopo Hosciuc      | 7       | +7.124    | 11       | 7      |
| 10      | 72  | Alessio Finello     | 7       | +9.112    | 12       | 6      |
| 11      | 21  | Kevin Zannoni       | 7       | +9.176    | 9        | 5      |
| 12      | 11  | Matteo Ferrari      | 7       | +9.379    | 5        | 4      |
| 13      | 19  | Luca Bernardi       | 7       | +10.555   | 13       | 3      |
| 14      | 47  | Tibor Varga         | 7       | +12.925   | 15       | 2      |
| 15      | 6   | María Herrera       | 7       | +13.017   | 14       | 1      |
| 16      | 35  | Diego Pérez         | 7       | +18.089   | 16       |        |
| 17      | 77  | Raffaele Fusco      | 7       | +31.585   | 17       |        |
| Ret     | 28  | Tommaso Occhi       | 1       | Caída     | 18       |        |
| Fuente: |     |                     |         |           |          |        |